# Mateași, Kameanka-Buzka
Mateași (în ucraineană Матяші) este un sat în comuna Starîi Dobrotvir din raionul Kameanka-Buzka, regiunea Liov, Ucraina.

## Demografie
Componența lingvistică a localității Mateași
     Ucraineană (100%)
Conform recensământului din 2001, toată populația localității Mateași era vorbitoare de ucraineană (100%).